# 西方町
西方町（日语：／ Nishikata machi */?）是栃木縣西南部，上都賀郡的一町。已在2011年10月1日併入栃木市。